# Гобан

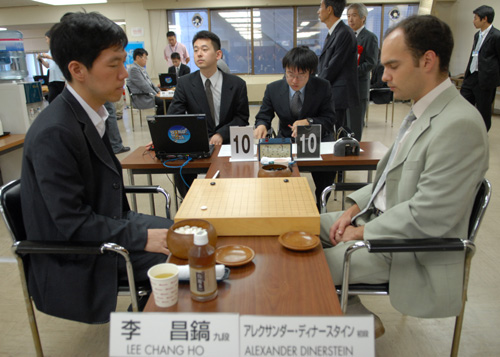
Гобан на соревнованиях профессиональных игроков в Южной Корее

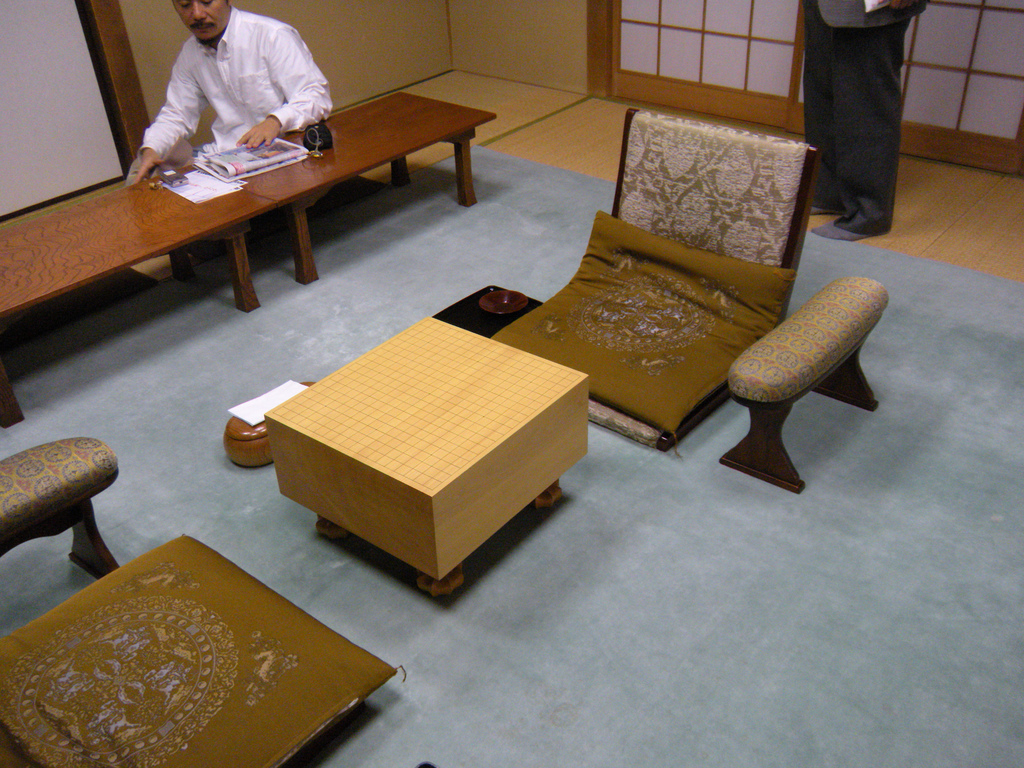
Традиционный гобан в Японии

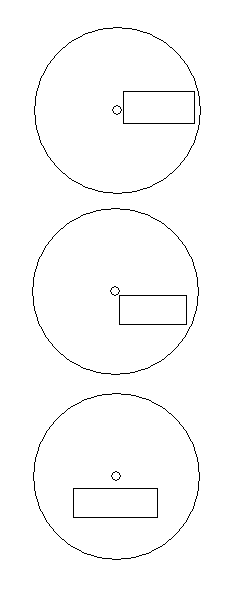
Поперечный разрез ствола под гобан. Сверху вниз: тэнтимаса, масамэ, итамэ

Гобан (яп. 碁盤) — доска для игры в го. Полноразмерный гобан размечен 19 вертикальными и 19 горизонтальными линиями. Длина вертикальных линий немного превышает длину горизонтальных для компенсации зрительного укорочения вертикалей, возникающего при взгляде игрока на доску.
На гобане также можно играть в рэндзю-подобные игры.

## Японский гобан
Классический японский гобан представляет собой цельный прямоугольный кусок древесины размерами 46×43 см и толщиной около 18,5 см, с четырьмя ножками. Общая высота гобана составляет около 30 см. Диаметр камней 21—22 мм.
По японской традиции игроки сидят за гобаном прямо на полу, подложив лишь коврик для удобства. Если игроки предпочитают сидеть на обычных стульях, им придётся либо поставить гобан на какую-либо подставку высотой со стул, либо воспользоваться обычной доской.
Лучшим и при этом самым дорогим материалом для изготовления гобана является древесина каи (торреи орехоносной). Она имеет приятный глазу насыщенный жёлтый цвет, который не тускнеет со временем. Кая идеально полируется и прекрасно выглядит в лакированном виде. Гобаны из торреи орехоносной очень долговечны. Также ценители придают большое значение звуку, который издаёт выставляемый на гобан камень. Кая даёт очень чистый, приятный для слуха звук.
Цельные гобаны из каи чрезвычайно дороги. Цены на них колеблются в широких пределах в зависимости от многих факторов, главным из которых является способ распила древесного ствола, от которого зависит рисунок древесных волокон на поверхностях гобана. Во всех случаях гобан (кроме ножек) выпиливают из цельного ствола дерева таким образом, чтобы волокна дерева были параллельны боковым сторонам доски и рисунок волокон был равномерным по возможности на всех сторонах гобана.
Существует три основных типа распила и, соответственно, три типа гобанов из каи:
- Тэнтимаса (яп. 天地柾) — даёт наиболее равномерный рисунок прямых параллельных волокон на игровой поверхности и равномерные концентрические дуги на торцах. Эти гобаны наиболее ценятся, но являются и наиболее дорогими — цена за штуку колеблется от 6 000 000 иен до 20 000 000 иен (~ 54 000—180 000 долларов США). Для них необходимо дерево возраста не менее 700 лет (чтобы хватило толщины ствола), причём из одного ствола можно изготовить один-два гобана[2], не более.
- Масамэ (яп. 柾目) — равномерность линий мало уступает типу тэнтимаса на поверхности, но на торцах рисунок неравномерный. Такие гобаны также требуют 700-летней древесины, распил несколько более экономичен, но количество гобанов из одного ствола всё равно невелико. Цена гобанов masame составляет от 2 000 000 до 6 000 000 иен (~ 18000—54000 долларов).
- Итамэ (яп. 板目) — самая дешёвая разновидность гобанов из древесины торреи. Дешевизна достигается тем, что под этот метод распила подходят более молодые (а значит, дешёвые) стволы, причём из одного ствола можно изготовить несколько гобанов. Структура волокон у таких гобанов неравномерная, в том числе и по игровой поверхности. Цена такого гобана начинается с 400 000 иен (~ 3500 долларов).

Ниже гобанов типа итамэ по цене находятся доски из каи, предназначенные для игры за обычным столом. Такие доски имеют толщину 5 см, их изготавливают из нескольких склеенных кусков дерева, подобранных для получения равномерного рисунка игровой поверхности. Стоят они около 80000 иен (~ 730 долларов).
Наибольшей популярностью пользуются гобаны из дерева кацура (багряник японский) и хиноки (кипарисовик японский).